# Lepanthes triura
Lepanthes triura är en orkidéart som först beskrevs av John Lindley, och fick sitt nu gällande namn av Rudolf Schlechter. Lepanthes triura ingår i släktet Lepanthes och familjen orkidéer. Inga underarter finns listade i Catalogue of Life.